# Brunnen der Schönheit

Brunnen der Schönheit

Der Brunnen der Schönheit ist ein Brunnen im westlichen Teil des Hofs des Bochumer Rathauses. Er wurde aus den Materialien Travertin und Bronze gefertigt. Er stammt vom Bildhauer August Vogel aus Berlin. Die Figur stellt die Göttin Aphrodite dar.